# Julio Luelmo
Julio Luelmo y Luelmo, también conocido por su seudónimo de Mauro Olmeda, (Villaralbo, 1906 - Madrid, 1986) fue un escritor, filósofo y abogado español.

## Biografía
Nace en Villaralbo en 1906, en el seno de una familia muy creyente, dedicada a la explotación agrícola. En su infancia es un niño frágil y albino. Comienza su educación como seminarista y termina el bachillerato en Salamanca con los Padres Salesianos. Estudia derecho en Madrid. En 1930 llega a Zamora como abogado del estado. Es uno de los fundadores de la Agrupación Republicana en Zamora, hecho que él considera como su primer gesto de rebeldía e independencia.
En los años 30 acude a Madrid, donde ejerce primero de abogado, y durante la guerra, de director general del Ministerio de Administración Local. Por mediación del SERE (Servicio de Evacuación de Republicanos Españoles) se embarca en "El Statendam" (barco holandés). Llega a México en 1941, donde permanecerá en el triste exilio casi treinta años. Comienza trabajando como traductor.
Más tarde se dedicará exclusivamente a la venta de sus propios libros. Con el seudónimo de Mauro Olmeda, publicará una serie de libros en los que estudia la cultura azteca, la dominación española y la independencia de los pueblos latinoamericanos, llegando a conclusiones inéditas hasta el momento. En 1949 ingresa en el Partido Comunista.
Siempre quiso volver a España. En octubre de 1967, tras casi treinta años, llega en barco a Cádiz, donde su familia, que tanto tiempo lleva sin verle, le está esperando. Su equipaje de regreso tras todos estos años casi se resumen a un gran fardo de libros, que le son requisados al entrar en España. Semanas después, mediante soborno, recupera estos libros. Rehabilita una antigua casa en Villaralbo (Zamora), su pueblo natal, y dona todos esos libros que le habían acompañado durante su largo exilio. Funda así la biblioteca pública de Villaralbo, que inicialmente lleva su nombre, pero él lo rechaza, pasándose a llamar Biblioteca Miguel de Cervantes.
En 1969 reingresa en el Cuerpo de Abogados del Estado. Durante los años que siguen se instala en Madrid, y continúa escribiendo libros bajo el mismo seudónimo de Mauro Olmeda y bajo su propio nombre. En estos años escribe sobre el materialismo histórico, el marxismo, la biografía del capitalismo y el socialismo, los conceptos culturales de las religiones, las estructuras de las tribus primitivas, el desarrollo de la agricultura en Europa y América, etc. En 1976 se jubila. Muere en septiembre de 1986.
(1)

## Obra
- El ingenio de Cervantes y la locura de Don Quijote (1958)
- Sociedades precapitalistas 1.ª edición (1963)
- El desarrollo de la sociedad mexicana (1969)
- El desarrollo de la sociedad. I, Introducción a las sociedades preclasistas 3.ª ed. rev. y ampl. (1970)
- El desarrollo de la sociedad. II, Las fuerzas productivas y las relaciones de producción en las sociedades preclasistas (1971)
- El desarrollo de la sociedad. III, Las fuerzas productivas y las relaciones de producción en la antigüedad grecorromana 2.ª ed. amp.(1973)
- El ingenio de Cervantes y la locura de don Quijote 2.ª ed.(1973)
- El desarrollo de la sociedad española (1975)
- El desarrollo de la sociedad. V, Teoría y práctica de las clases sociales y de la falsificación 2.ª ed. (1975)
- Historia de la agricultura en Europa y América (1975)

- El desarrollo de la sociedad. IV, Las fuerzas productivas y las relaciones de producción en el Edad Media 2.ª ed. ((1977)
- La crisis de la investigación el campo de la dialéctica materialista (1977)
- Nuestra época : Biografía del capitalismo del socialismo y del Tercer Mundo (1978)
- El desarrollo de la sociedad. VI, La superestructura (1984)